# Zach Garrett
Zach Garrett (né le 8 avril 1995) est un archer américain.

## Biographie
Zach Garrett commence le tir à l'arc en 2010. Il participe à ses premières compétitions internationales en 2014. En 2015, il remporte ses premières médailles pour des compétitions internationales majeurs avec des médailles d'argents aux Jeux panaméricains et à la Coupe du monde de tir à l'arc.

## Palmarès
- Jeux olympiques
  -  Médaille d'argent à l'épreuve par équipe homme aux Jeux olympiques d'été de 2016 à Rio de Janeiro (avec Brady Ellison et Jake Kaminski).
  - 9e à l'individuel homme aux Jeux olympiques d'été de 2016 à Rio de Janeiro.

- Championnats du monde junior[1]
  -  Médaille d'argent à l'épreuve par équipe homme aux championnats du monde junior de 2015 à Yankton.

- Coupe du monde[1]
  -  Médaille d'argent à l'épreuve individuelle homme à la coupe du monde 2015 à Wrocław.
  -  Médaille d'argent à l'épreuve individuelle homme à la coupe du monde 2016 à Shanghai.
  -  Médaille de bronze à l'épreuve par équipe homme à la coupe du monde 2016 à Antalya.
  -  Médaille de bronze à l'épreuve par équipe mixte à la coupe du monde 2017 de Shanghai.

- Jeux panaméricains[1]
  -  Médaille d'argent à l'épreuve par équipe homme aux Jeux panaméricains de 2015 à Toronto.